# Machu Picchu

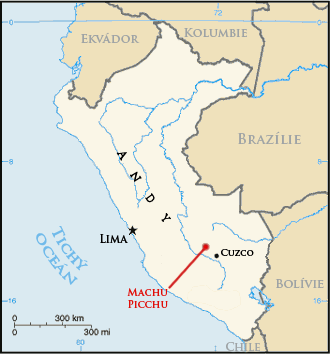
Lokalizace

Machu Picchu ([maču pikču]; kečuánsky Machu Pikchu – Starý vrch) jsou ruiny předkolumbovského inckého kultovního města v peruánských Andách. Nacházejí se na horském sedle 400 metrů nad řekou Urubamba v nadmořské výšce 2430 m n. m., asi 80 km severozápadně od Cuzca. Předpokládá se, že Machu Picchu nechal postavit Pachacútec Yupanqui (1438 až 1472). Stavba města začala okolo roku 1450. Město bylo později opuštěno a zcela zchátralo, i když bylo místním známo, pro zbytek světa upadlo v zapomnění. Ruiny objevil 24. července 1911 americký archeolog z Yaleovy univerzity Hiram Bingham. Ten se domníval, že nalezl pozůstatky bájného města Vilcabamba. Původní zapomenutý název města Huayna Picchu byl tak nahrazen. Od svého objevení se město stalo významnou turistickou atrakcí Peru i celé Jižní Ameriky. V roce 1983 bylo zařazeno na seznam světového dědictví UNESCO. Jelikož město nebylo nikdy objeveno španělskými conquistadory, nebylo vykradeno a poničeno. Dne 7. července 2007 bylo Machu Picchu zařazeno mezi nových sedm divů světa.
Machu Picchu bylo postaveno v klasickém inckém stylu za použití kvádrového zdiva tvořeného z opracovaných na sebe položených kamenů bez použití malty či jiného pojiva. Hlavními stavbami ve městě jsou Chrám větru, Citadela a Místnost vládců. Město nemělo administrativní, vojenskou ani obchodní důležitost. Proč Inkové město postavili, nikdo přesvědčivě neprokázal.
Název města se do dnešních dní nezachoval, a tudíž byl převzat název od blízké hory Machu Picchu, která se nad ruinami tyčí (při typickém pohledu na město se nachází za zády fotografa, hora na fotografii nad městem je Huayna Picchu). Název hory pochází od místních obyvatel, kteří pod horou žili.

## Dějiny

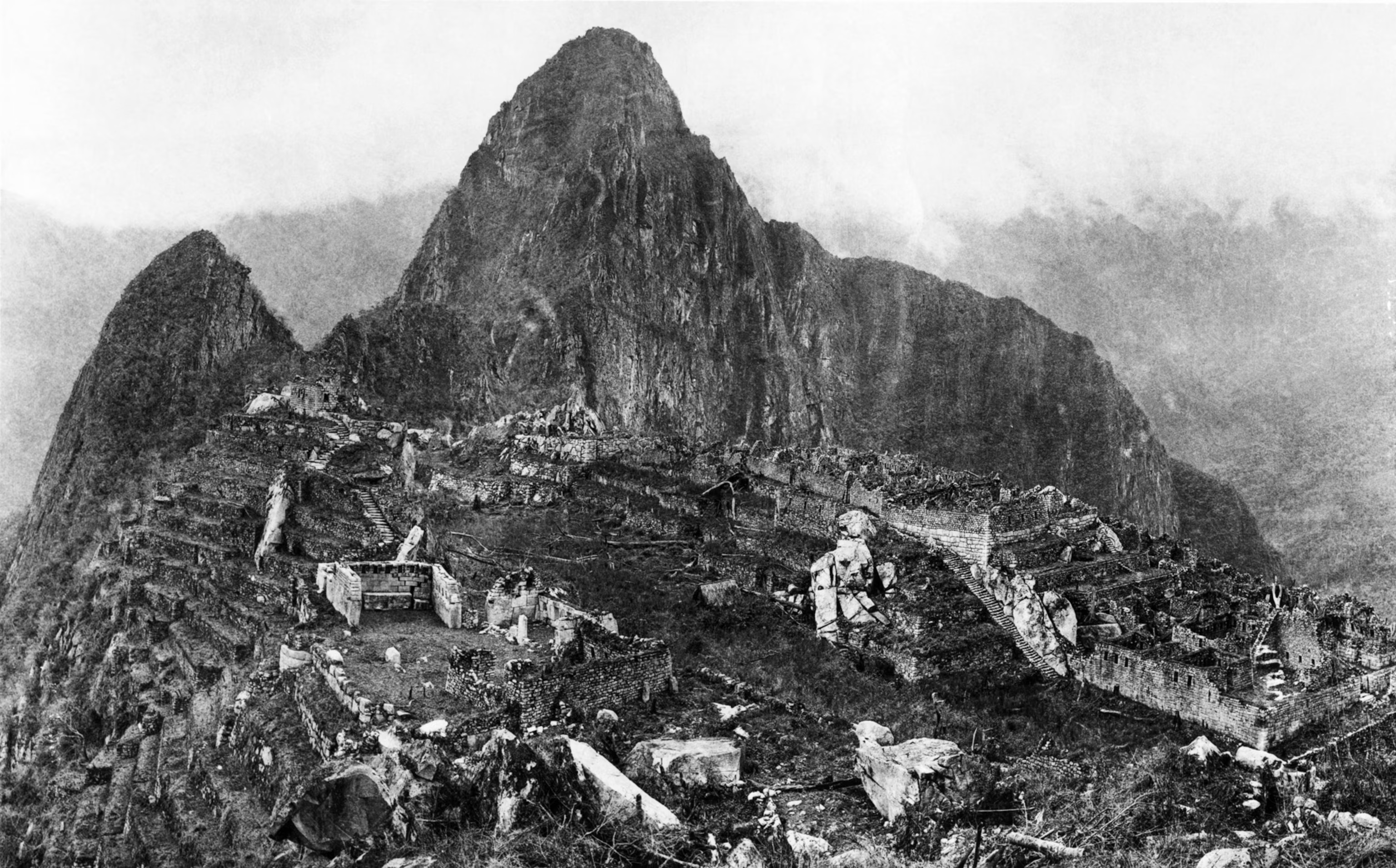
Pohled na ruiny Machu Picchu z roku 1912

Citadela Machu Picchu byla postavena kolem roku 1450 na horském sedle mezi horami na území říše Inků. Archeologické datování dává roku 1420. Přibližně o sto let později v roce 1572, byla náhle opuštěna, tedy v době, kdy Španělé kolonizovali Jižní Ameriku. Je však možné, že většina obyvatel zemřela na neštovice dříve, než do této oblasti přišli španělští dobyvatelé. Zdá se, že Španělé věděli o místě zvaném Piccho, přestože nejsou žádné záznamy, že by Španělé navštívili toto vzdálené město. Dobyvatelé ničili obětní kameny v jiných oblastech, ale na Machu Picchu zůstaly nedotčené, což nasvědčuje, že město Španělé nikdy nenavštívili.
Dodnes nikdo přesně neví, k čemu Machu Picchu přesně sloužilo, jelikož z období předkolumbovských výprav neexistují písemné záznamy od místních obyvatel, kteří nepoužívali písmo ve smyslu písma známého na starém kontinentě. Inkové sice byli schopni zaznamenávat informace pomocí kipu, ale v současnosti se vedou spory o to, zda se jím dalo psát, či bylo používáno pouze pro početní operace. Jedna z prvních teorií o významu citadely, od amerického historika a archeologa Hirama Binghama, který na počátku 20. století Machu Picchu náhodou objevil, říká, že se jednalo o posvátné místo zrození posvátných inckých žen zvaných „Sluneční panny“. Výzkum vedený odborníky jako byli John Rowe a Richar Burger přesvědčil většinu archeologů, že Machu Picchu bylo sídlem vládce Inků Pachacutiho. Kromě toho předložil Johan Reinhard důkazy, že místo bylo vybráno pro svou pozici ve vztahu k posvátným prvkům krajiny, jako jsou hory, které jsou údajně v harmonii s klíčovými astronomickými událostmi, které byly pro Inky významné. Další teorie říká, že Machu Picchu bylo „llaqta“ Inků, osada postavená na kontrolu hospodářství těchto podmaněných oblastí. Podle jiné teorie mohlo být Machu Picchu postaveno jako vězení pro ty, kteří spáchali činy protivící se tehdejší společnosti Inků. Další teorie tvrdí, že se jednalo o zkušební zemědělskou stanici, kde se testovaly různé druhy plodin v různých druzích mikroklimat – v různých místech a na různých terasách, protože zde nebyl dostatek prostoru na pěstování plodin ve velkém měřítku, ale dostatek prostoru na určení toho, co by mohlo kde růst.

### Výstavba
Archeologové předpokládají, že město vzniklo mezi 13. až 15. století, i když většina indicií naznačuje, že se stavbou bylo započato někdy mezi roky 1440 až 1450 na popud inckého vládce Pachacúteca Yupanquiho. Jiné zdroje ale uvádějí dataci mezi lety 1460 až 1470. Přesné určení zahájení stavby komplexu je však složité, jelikož Inkové nezanechali písemné zdroje, ze kterých by bylo možno čerpat (až na zmiňované kipu v podobě zauzlovaných provázků).

### Objevení

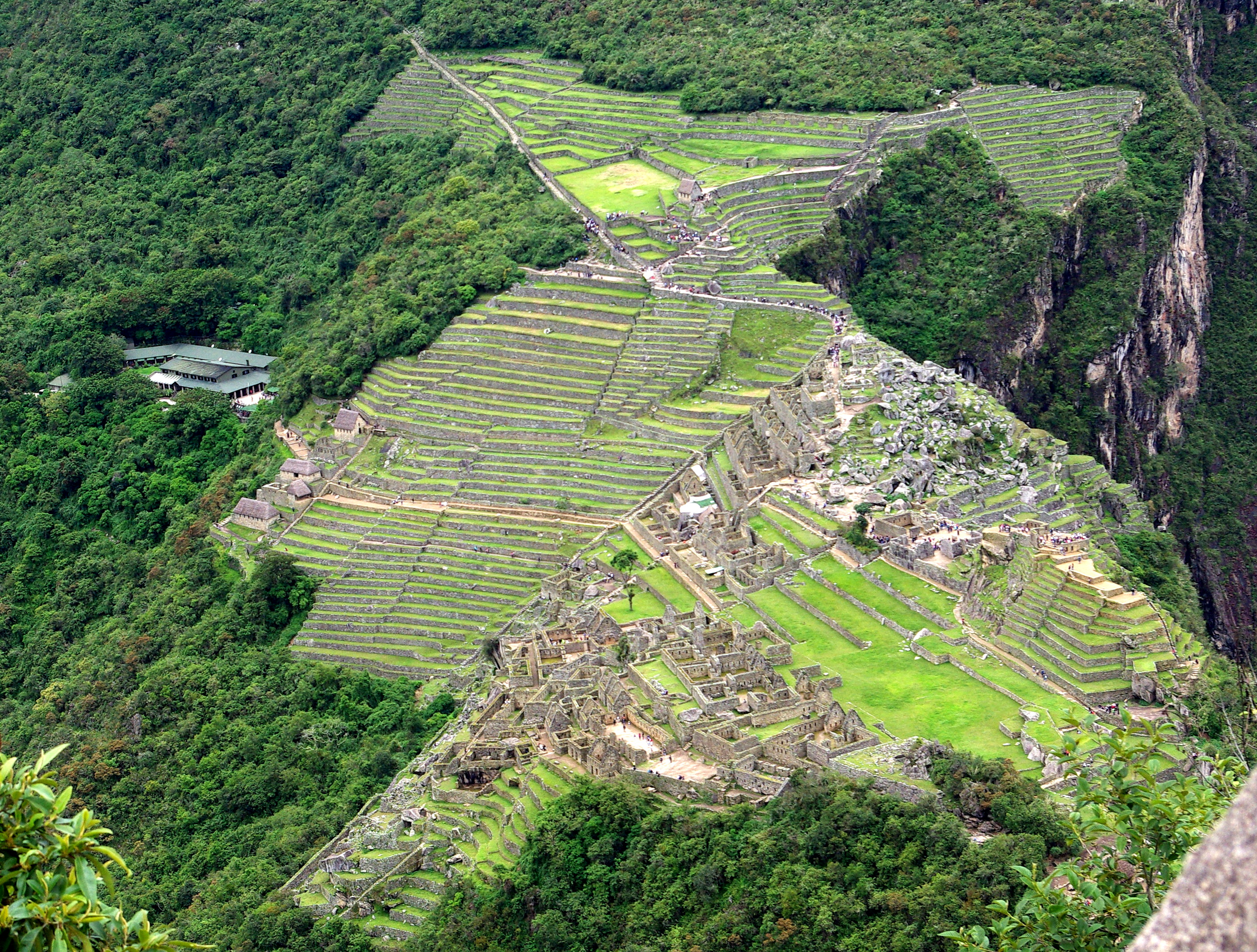
Kompletní pohled na ruiny města z hory Huayna Picchu

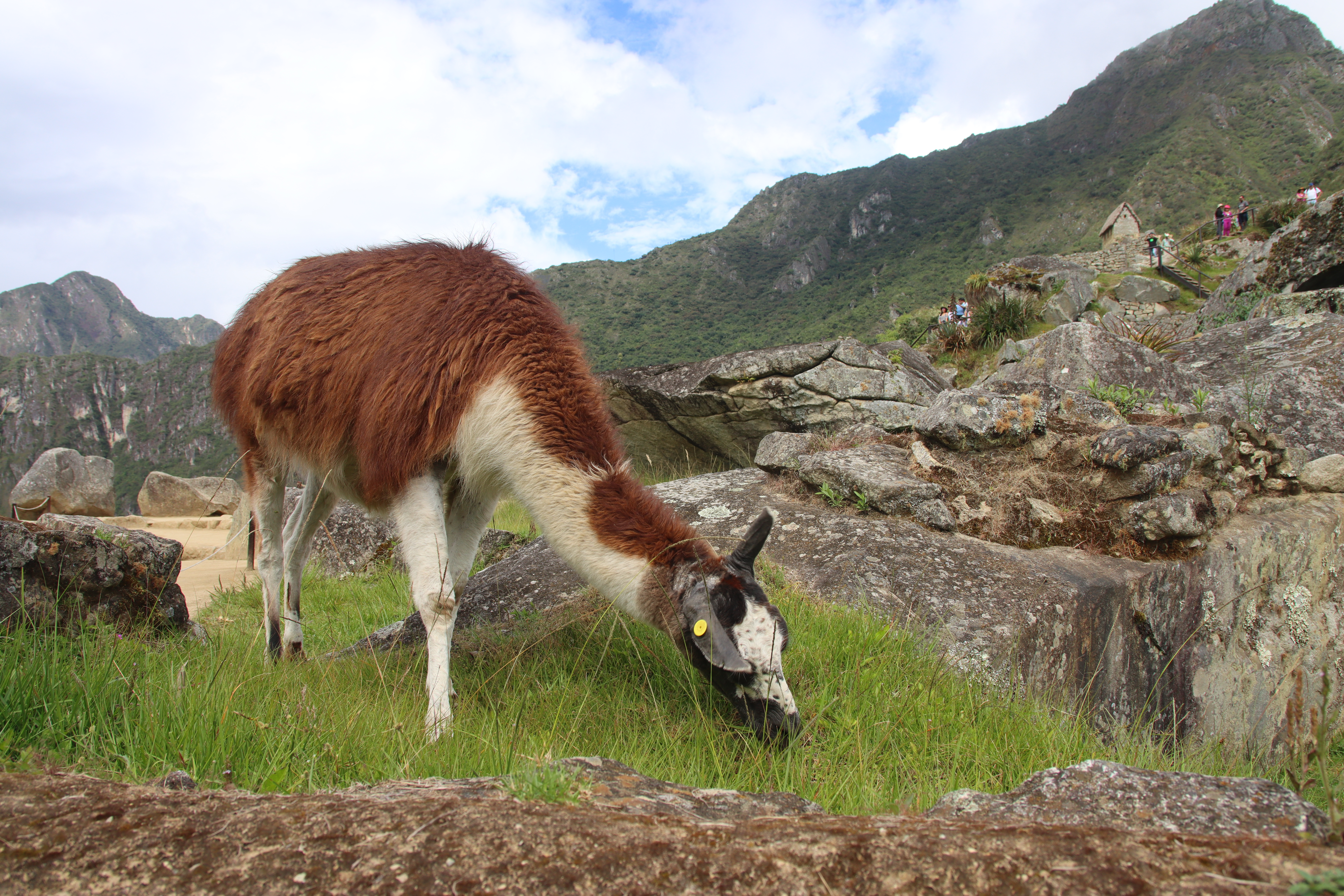
Lamy spásající trávu v areálu ruin

I když se město nacházelo jen 80 km od města Cuzco, hlavního města Inků, nebylo nikdy objeveno Španěly, a tedy následně ani vydrancováno a zničeno, jak se stalo s množstvím jiných měst Inků. Po pádu říše Inků město začala obklopovat džungle, která ho postupně zarůstala a pouze pár lidí vědělo o jeho existenci. 24. července 1911 bylo město znovuobjeveno americkým historikem Hiramem Binghamem v rámci expedice pořádanou Yale University poté, co byl do města doveden jedenáctiletým kečuánským chlapcem Pablitem Alvarezem. Bingham jako první spatřil místo dnes nazývané Královská hrobka. Po archeologickém průzkumu oblasti se Bingham navrátil do vlasti, kde svůj objev zveřejnil. Ohlas, který objevení města vyvolalo, vedlo k spoluúčasti Yaleovy univerzita a National Geographic Society na druhé expedici odehrávající se mezi lety 1912 až 1915.
Bingham nazval objevené město „Ztracené město Inků“, pod stejným názvem vyšla i jeho první kniha. Velký ohlas a zájem mezi veřejností o Machu Picchu způsobilo vydání dubnového čísla od National Geographic Society z roku 1913, které se městem zabývalo. Bingham původně hledal město Vilcabamba, poslední útočiště a centrum odporu proti španělským dobyvatelům v Peru. V roce 1911 náhodou narazil na místní obyvatele, kteří mu o městu pověděli a následně ho do něho i zavedli. Během druhé expedice Bingham shromáždil velké množství artefaktů (např. kosti, kovové předměty, keramiku). Ty později odvezl do USA. Tyto předměty jsou předmětem sporů mezi Yaleovou univerzitou a peruánskou vládou, která požaduje jejich navrácení.
I když byl Bingham první osobou, která objevila Machu Picchu pro širokou veřejnost, město bylo již před ním navštíveno západními cestovateli. Simone Wasibard, dlouholetá průzkumnice Cuzca, prohlásila, že Enrique Palma, Gabino Sánchez a Agustín Lizárraga zanechali svá jména na jednom z kamenů Machu Picchu již 14. července 1901. V roce 1904 inženýr Franklin zahlédl ruiny města ze vzdálené hory. Své pozorování sdělil anglickému křesťanskému misionáři Thomasi Paynovi, který v oblasti žil. V roce 1906 údajně Payne a další misionář Stuart E. McNairn vyšplhali k ruinám města, jak dokládají výpověďmi potomci Payna. Město bylo možná navštíveno a vykradeno v roce 1867 německým obchodníkem Augustem Bernsem. Existuje však i záznam hovořící o možné návštěvě města německým inženýrem Jorgem von Hasselem, jehož mapa objevená historiky ukazuje pozici města již v roce 1874.

### Ochrana
Oblast 325,92 km² okolo Machu Picchu byla v roce 1971 vyhlášena za historickou památku Peru. Vyjma samotných ruin města spadá pod ochranu také okolí lokality, bohaté na množství rostlinných a živočišných druhů. V roce 1983 byla památka navržena na seznam světového dědictví jako „absolutní odborné architektonické unikátní svědectví Incké civilizace“. Město se do 20. století zachovalo v dobrém stavu, k čemuž přispělo přibližně 5 století, kdy bylo město zakryto okolní džunglí. Jediné co se nedochovalo, tak byly původní střechy tvořené pravděpodobně z materiálu na bázi sena.
7. července 2007 bylo Machu Picchu v internetovém hlasování prohlášeno za jeden ze sedmi nových divů světa. Hlasování bylo vyvoláno švýcarsko-kanadským dobrodruhem Bernardem Weberem, od akce se ale distancují kritikové i organizace UNESCO. Světový památkový fond zařadil v roce 2008 Machu Picchu na seznam 100 nejvíce ohrožených památek na světě, jelikož v jeho okolí dochází k poškozování prostředí vlivem nárůstu turistů. Dále pak nekontrolovaného rozvoje blízko ležícího města Aguas Calientes, v jehož rámci dochází k výstavbě mostu přes řeku Urubamba a vlaku pro snazší přísun turistů k památce, a to i přes prohraný soud a protesty vlády.

## Pozice

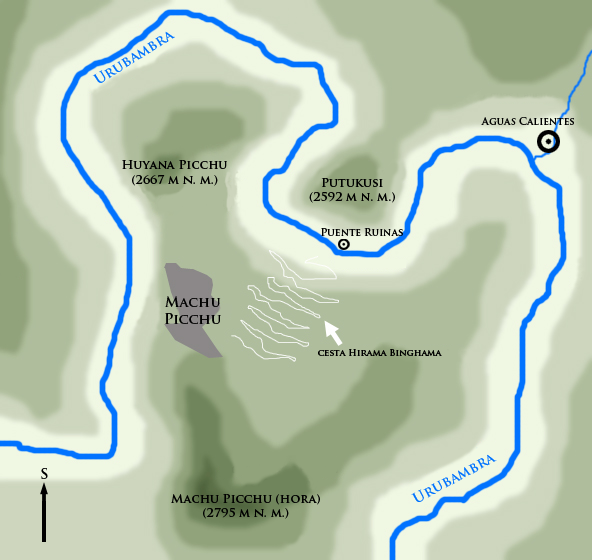
Topografická mapa oblasti okolo Machu Picchu. Světle jsou vyznačeny nižší oblasti, tmavě zeleně vyšší a modře vodní plochy.

Machu Picchu leží na jižní polokouli okolo 13 stupně jižně od rovníku. Ruiny leží přibližně 80 km severozápadně od města Cuzco na vrcholku hory Machu Picchu v nadmořské výšce 2450 m. Cuzco leží naproti tomu ještě o 1000 metrů výše. Vlivem nižší nadmořské výšky se v oblasti vyskytuje mírnější klima než v hlavním městě Inků v Cuzco. Město bylo vystavěno na velkém granitovém orogénní struktuře, která začala vznikat přibližně před 250 milióny let. Jedná se o jednu z nejdůležitějších archeologických lokalit v Jižní Americe a nejvíce navštěvovanou památku ze všech míst v Jižní Americe a v Peru.
Na Machu Picchu se střídají dvě roční období v podobě období sucha a dešťů. Většina srážek spadne v oblasti mezi říjnem až dubnem, ale pršet může v jakoukoliv část roku.
Machu Picchu se nachází nad záhybem řeky Urubamba, který obtéká horu ze tří stran s útesy strmě se zvedajícími do výšky 450 metrů od hladiny řeky. Blízkost řeky způsobuje, že se zde po ránu utváří mlha nad vodní hladinou. Přesná pozice města byla vojenským tajemstvím a okolní příkré srázy a hory vytvářely dobrou přírodní obranu. Inkové vystavěli přes řeku Urubamba provazový most v oblasti kaňonu Pongo de Mainique, což umožňovalo tajně do města Machu Picchu přesunout armádu v případě potřeby. Další most se nacházel západně od Machu Picchu, kde se nacházela šestimetrová mezera mezi útesy. Most byl vystavěn ze dvou kmenů stromů, v případě potřeby se dal most snadno odstranit, čímž pro potenciální invazní armádu vyvstala potřeba překonat 570 metrů vysoké útesy.
Samotné město bylo vystavěno v sedle mezi horami Machu Picchu a Huayna Picchu s širokým výhledem dolů do dvojice údolí a s téměř neschůdnými horami v zádech. Město mělo nezávislé zásobování pitnou vodou z pramenů, které se nedaly snadno přehradit a dostatek půdy pro pěstování až čtyřikrát více potravin, než kolik potřebovalo obyvatelstvo města. Na svazích hor byly uměle vybudovány terasy, které zvětšily zemědělsky využivatelnou půdu, ale taktéž fungovaly jako zdi, které by museli případní útočníci překonávat. Terasy taktéž zpomalovaly půdní erozi vlivem dešťů a zamezovaly půdním sesuvům. K městu vedou dvě vysokohorské stezky přes hory do Cuzca. První procházela sluneční bránou a druhá vedla přes provazový most. Obě dvě cesty mohly být snadno zablokovány v případě útoku. Bez ohledu na skutečný význam, město je strategicky umístěno a snadno bránitelné.

## Citadela

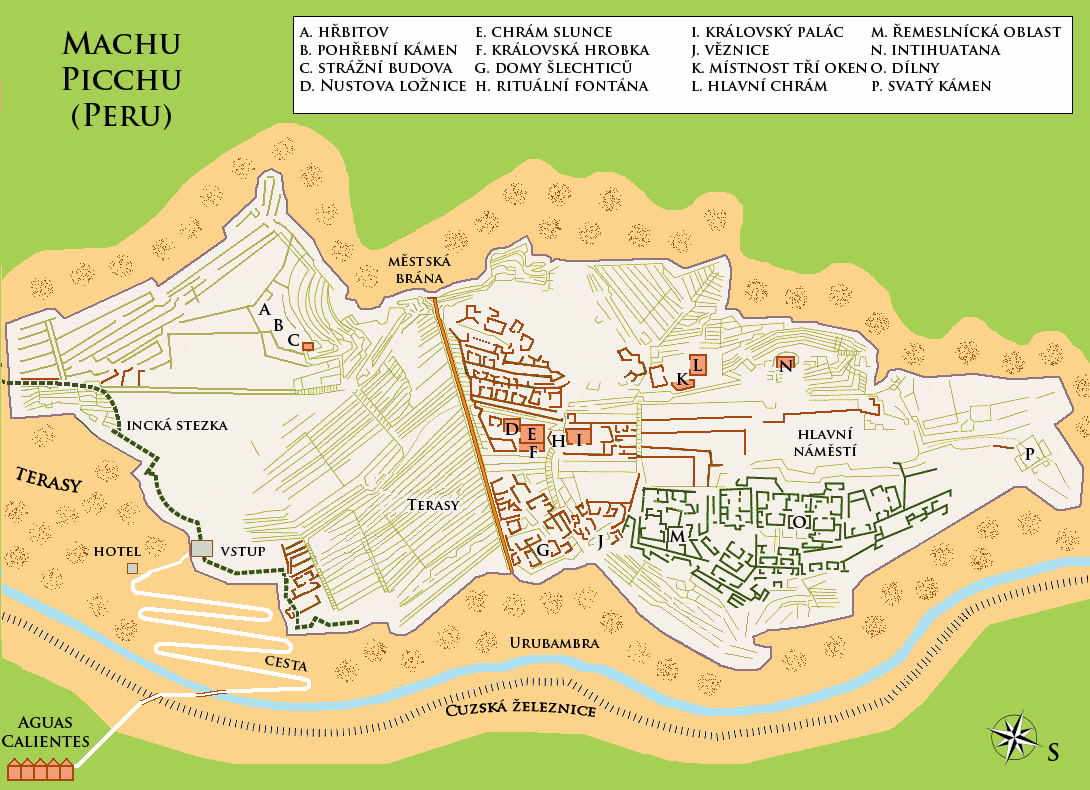
Mapa města

Ruiny města Machu Picchu se rozkládají na přibližně 5 km² a dají rozdělit na dvě základní skupiny a to na městskou (ležící na cca 10 ha a zemědělskou část ležící v jihovýchodní části Machu Picchu, které jsou od sebe odděleny zdí. Zemědělská část je dále rozdělena na spodní a horní část cestou, kdežto městská část je rozdělena na západní a východní část rozlehlým náměstím. Archeologové naznačují, že městská část byla rozdělena na tři velké části: „Sacred“, „Popular District“ na jihu a „District of the Priests and the Nobility“. Jednotlivé terasy v zemědělské části jsou pospojovány kamennými schodišti, horní část tvoří přibližně 40 teras, spodní pak 80 teras. Výška teras není všude stejná, může dosáhnout až 4 m. Vzhledem k panujícím přírodním podmínkám se předpokládá, že se zde pěstovala kukuřice, brambory a možná i koka. Vyjma množství teras se zde nachází i několik menších staveb, které pravděpodobně sloužili jako skladiště. Vyjma těchto zemědělských staveb se zde nachází i strážní budova a pohřební kámen, kolem kterého se pohřbívalo.
Budovy Machu Picchu byly postaveny v klasickém inckém stylu z kvádrového zdiva, které bylo založeno na skládání opracovaných kamenů na sebe bez použití pojiva, většinou se jedná o žulu. Inkové byli v této technice stavení velice zkušení a u některých jejich zdí není možné mezi dva na sebe položené kvádry vsunout ani ostří nože. Některé další budovy ve městě byly postaveny za použití malty, ale takto postavené budovy byly druhořadé vystavěné ve spěchu. Všechny důležité budovy byly ale postaveny pokládáním opracovaných kamenů na sebe. Důvodem je skutečnost, že oblast Peru je seismicky aktivní a zdi postavené za použití malty jsou více náchylné ke zřícení. Zdi postavené bez použití malty se v případě otřesů mohou částečně rozestoupit a následně opět sesednout a nezřítit se. Otázkou zůstává, jak Inkové transportovali těžké žulové bloky, jelikož neznali kolo.
Část „Popular district“ byla tvořena skladišti a obytnými domy, kde žila nižší třída. Oproti tomu vyšší třída žila v řadách domů pod svahy v části „District of the Priests and Nobility“. V této části města se nacházelo i vězení. Město bylo tvořeno pravděpodobně 200 objekty obsahující chrámy, svatyně, parky a obytné domy se slaměnými střechami. V celé oblasti se taktéž nachází v kamenech vytesaná koryta a četné vodní fontány tvořící rozsáhlý vodovodní systém. Pozorování naznačují, že každá budova ve městě byla napájena tímto systémem vodou z posvátných pramenů. V městské části „Sacred“ se nacházejí nejdůležitější a nejznámější památky Machu Picchu. Jsou jimi Intihuatana, Chrám Slunce a Místnost tří oken. Tyto objekty byly pravděpodobně zasvěceny bohu Slunce Intimu a předpokládá se, že celá tato část města měla náboženský význam.
Vyjma níže uvedených památek se ve městě nachází i další budovy různého významu a účelu. Jsou jimi například Hlavní chrám v severní části „Sacred Plaza“ blízko Místností tří oken. Chrám má jen tři stěny a byl vystaven z obdélníkových bloků. Další památkou je „Komora ornamentů“, což je malá místnost poblíž Hlavního chrámu, o které se předpokládá, že byla doplňková stavba Hlavního chrámu, kde se prováděly oběti. Dále se pak jedná o „Chrám kondorů“, která dle některých výzkumníků mohla být mučírnou.

### Intihuatana

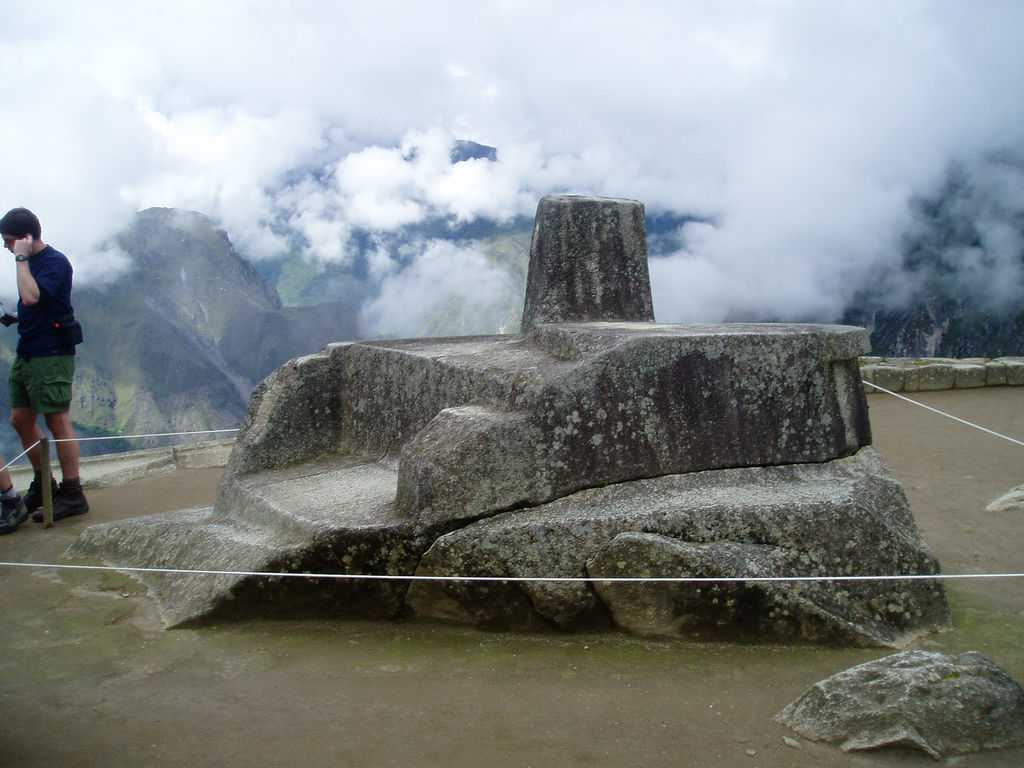
Intihuatana pro srovnání velikosti společně s člověkem

Intihuatana (překládáno do angličtiny jako „Hitching Post of the Sun“, do češtiny místo, na kterém je připoutáno Slunce či opěrný sloup Slunce) je jedním ze zvláštně tvarovaných rituálních kamenů, které se nacházejí na území Jižní Ameriky. Jedná se o opracovaný skalní blok do podoby zploštělé pyramidy v točitém tvaru. Jelikož Španělé nikdy Machu Picchu neobjevili, nedošlo ke zničení tohoto kamene, jako se tomu stalo v mnoha jiných případech. Španělé totiž tyto kameny systematicky vyhledávali a ničili, jelikož pro Inky byly posvátné. Tyto kameny byly stavěny tak, aby v době zimního slunovratu směřovaly přesně k němu. Během rovnodennosti je Slunce přesně nad hlavním pilířem, který nevrhá stín. Vyjma rovnodenností ukazuje i další astronomické útvary. Výzkumníci věří, že kámen sloužil jako astronomické hodiny či kalendář. Událost, kdy Slunce nevrhalo stín, měla být Inky oslavována.
Kámen byl v září 2000 poškozen pádem 450 kg těžkého jeřábu, který byl využíván pro natáčení reklamy na značku piva společností JWT. Pád jeřábu způsobil, že se od Intihuatana odštípl kousek kamene o velikosti kuličkového pera.

### Chrám Slunce

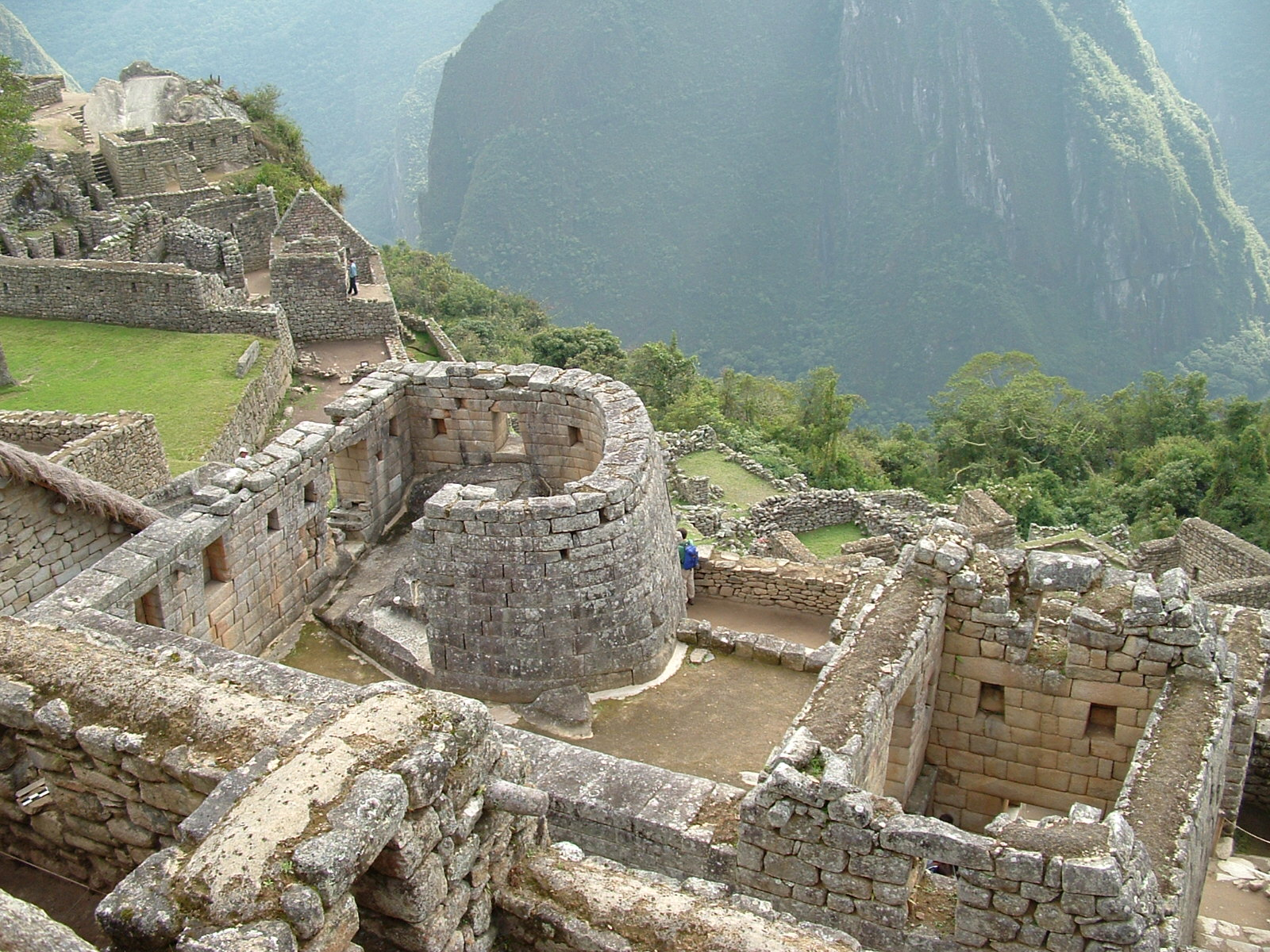
Rotundový chrám Slunce v levé části snímku

Chrám Slunce (zvaný též Sluneční věž) bylo obřadní místo ve východní zóně městské části poblíž hranice se zemědělskou částí, které se využívalo pro poctění a oslavy spojené s bohem Slunce Inti, který hrál ústřední roli v Inckém božstvu. V době zimního slunovratu procházel do chrámu hlavním oknem paprsek slunečního světla, který dopadal na velký obřadní kámen umístěný uprostřed místnosti. Okolo postavená budova o tvaru podkovy (jediná budova s kruhovým půdorysem v komplexu Machu Picchu) v podstatě jen ochraňovala tento kámen před okolím. Do chrámu měli pravděpodobně přístup jen kněží, kteří zde prováděli nejspíše zvířecí oběti.
Pod chrámem Slunce se nachází Královská hrobka. Předpokládá se, že do ní byly ukládány mumie významných představitelů Inků či vládců Incké říše.
Součástí komplexu je i astronomická observatoř na vyhlídce Inkaraqay.

### Místnost tří oken

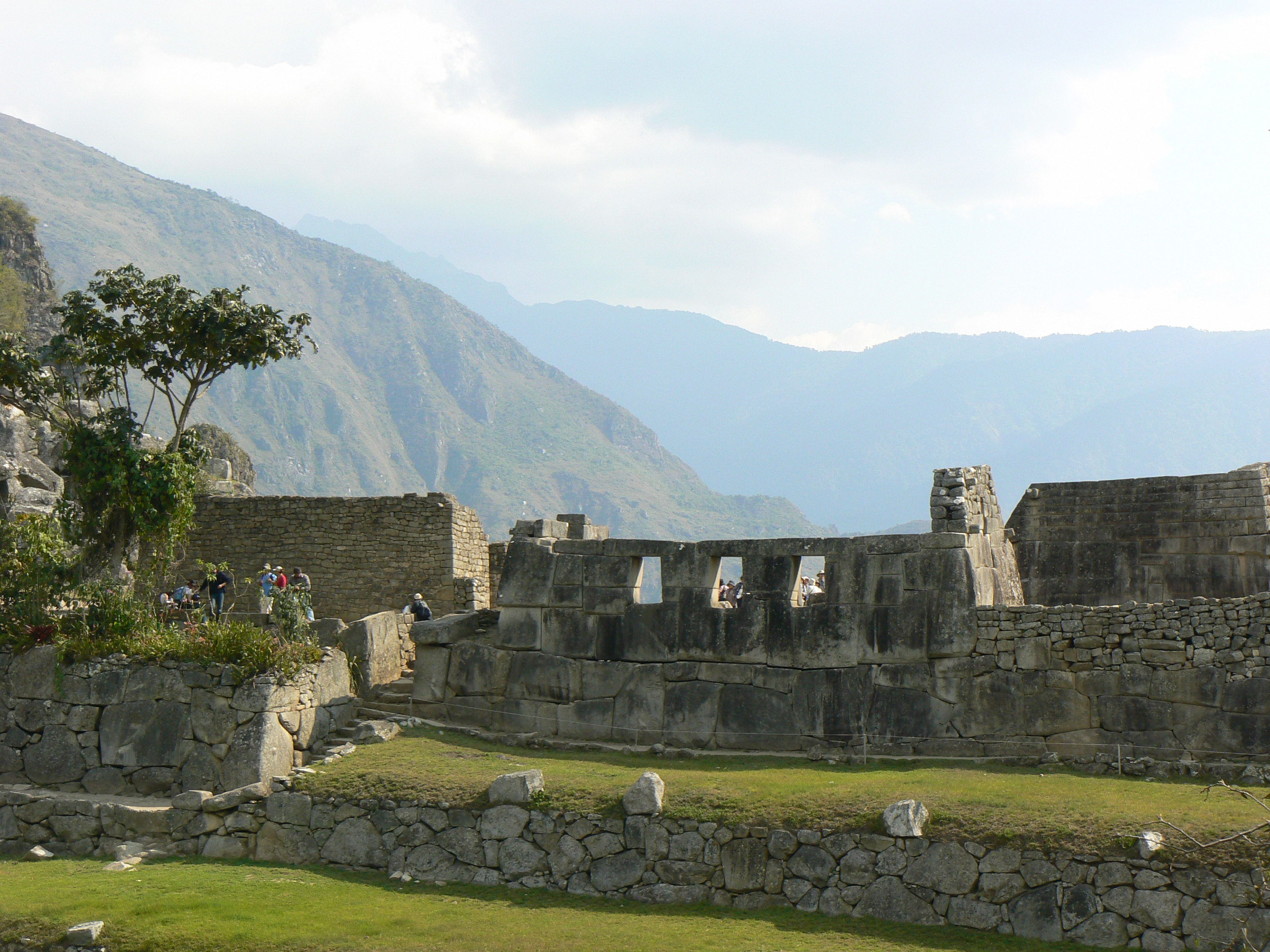
Místnost tří oken z venkovního pohledu

Místnost tří oken (někdy také chrám tří oken) byl postaven s výhledem na hlavní náměstí. Na rozdíl od chrámu Slunce má pravoúhlý půdorys o rozměrech 11 m na délku a 8 m na šířku, na třech stranách se nacházejí stěny, čtvrtá strana je tvořena otevřeným prostorem narušeným pouze sloupy podpírající střechu (ale neexistují žádné důkazy, že stavba střechu skutečně někdy měla). Nejdelší stěna byla původně postavena s pěti okny, ale dvě byla později zabedněna, takže se zde v současnosti nachází pouze tři trapézová okna, která dala místnosti svůj název. Ve vnitřku se nachází trojice vyřezaných kamenů představující tři světy: Ukja Pacha (podzemní svět), Kay Pacha (Země) a Hanan Pacha (nebe) Uprostřed místnosti se nachází vztyčený kámen, který má vztah k uspořádání oken.

### Strážní budova
Zvaná též „Casa Del Vigilante“ je malá budova s okny obehnaná třemi zdmi, která se nachází ještě před hlavní vstupní bránou. Budova je postavena tak, že se z ní dá přehlédnout většina zemědělské i městské části města a tedy i chránit. Strážní budova je často vyhledávána fotografy, jelikož umožňuje pořídit celkové fotografie města.

## Funkce města
Bingham teoretizoval o významu města podobně jako další. Předpokládal, že město sloužilo jako klášter, kde byly incké ženy školeny pro službu vládci Inků a jeho družině. Tuto teorii mají dokazovat i 150 koster žen z celkového počtu 173 objevených koster v oblasti, které na místě našli američtí archeologové mezi lety 1912 až 1915. Dle tehdejších průzkumů se zdálo, že zastoupení koster žen je 75 % na celkovém počtu, ale modernější výzkumy tento předpoklad vyvrátily, když ukázaly, že zastoupení ostatků mužů a žen je v podstatě stejné. Celkově se nakonec našlo okolo 250 koster v okolí města.
Moderní výzkumy vedené Johnem Rowem, Richardem Burgerem a Lucy Salazar-Burgerovou naznačují, že město spíše než jako obranná pevnost bylo vystavěno pro vládce Inků Pachacuti. Burger navrhl vysvětlení, že město bylo postaveno jako místo, kam mohla vládnoucí elita uniknout před hlukem a přelidněním ostatních měst Inků.
Brian Bauer, expert na andské civilizace z Univerzity v Illinois odhadl, že maximální populace, která mohla ve městě žít, dosahovala 500 až 750 lidí (jiný zdroj uvádí 750 až 1000 obyvatel). Město tak bylo na tehdejší poměry malé. Archeologické výzkumy taktéž naznačují, že ve městě nežili pouze Inkové, protože se zde nalezly důkazy přítomnosti lidí z pobřežních oblastí, z hor a taktéž fragmenty keramiky od jezera Titicaca, což naznačuje populaci z různých koutů říše.
Naproti tomu například Dr. Johan Reinhard tvrdí, že město bylo vystavěno jako centrum v posvátné krajině. Inkové uctívali okolo tekoucí řeku a taktéž i hory v okolí, mezi kterými je Machu Picchu vystaveno.

## Zánik města

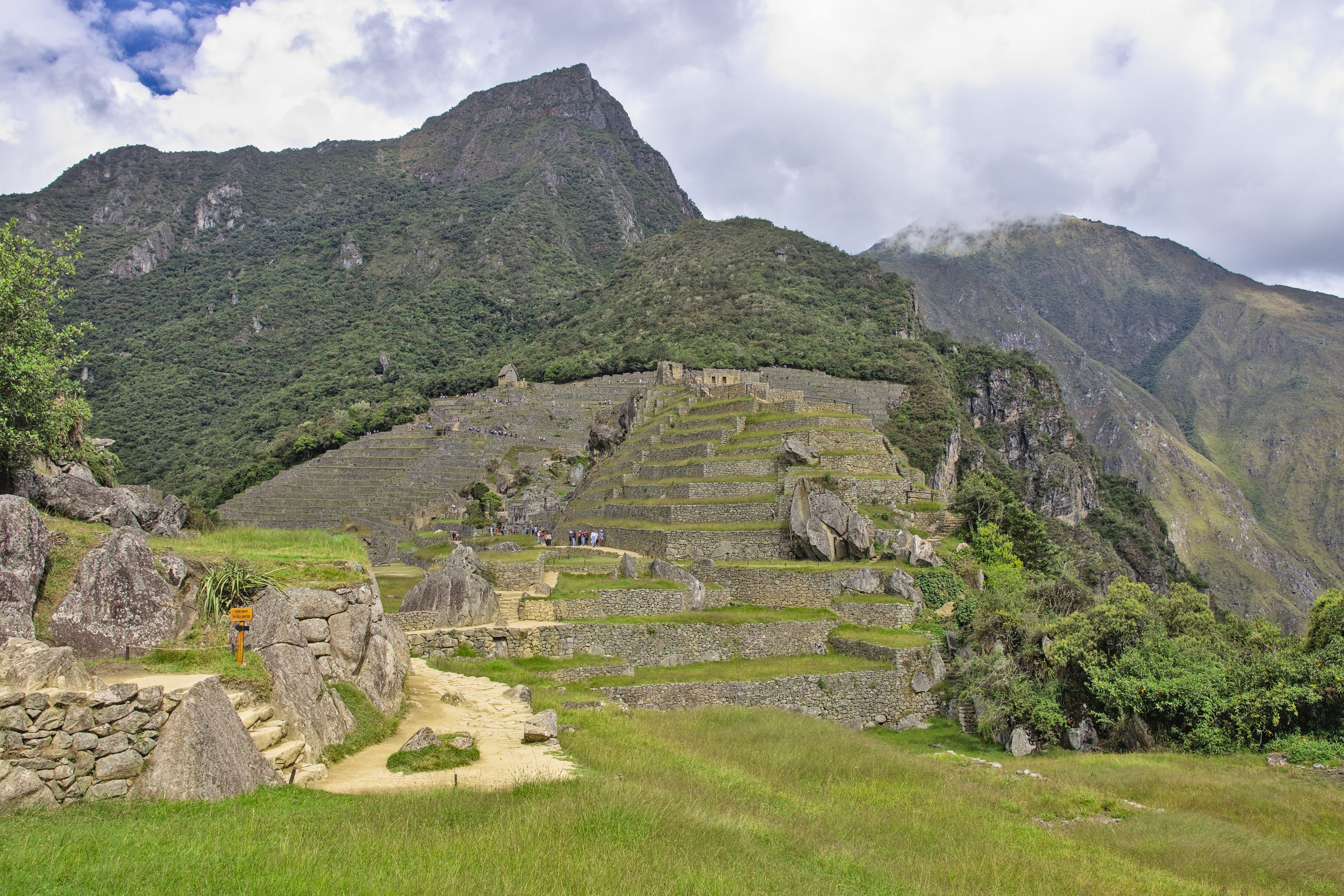
Na jižní straně od města se tyčí hora Montaña Machu Picchu (3061 m)

Proč a kdy bylo město opuštěno, zůstává nevyřešenou záhadou. Peruánský vědec Dr. Victor Angles Vargas předpokládal, že město muselo být opuštěno již během 15. století před příchody Španělů do Peru, jinak by o jeho existenci musela být zmínka ve španělských kronikách. Existuje řada domněnek, které se snaží odchod Inků vysvětlit. Mezi nejpřijímanější tři teorie patří válka mezi znepřátelenými kmeny s následným vyvražděním celé komunity, epidemie, či znesvěcení posvátného místa. Jelikož ale Inkové nepoužívali psané písmo a ústní legendy o městě se nedochovaly, je možné, že pravý důvod zmizení populace města nebude nikdy vysvětlen.

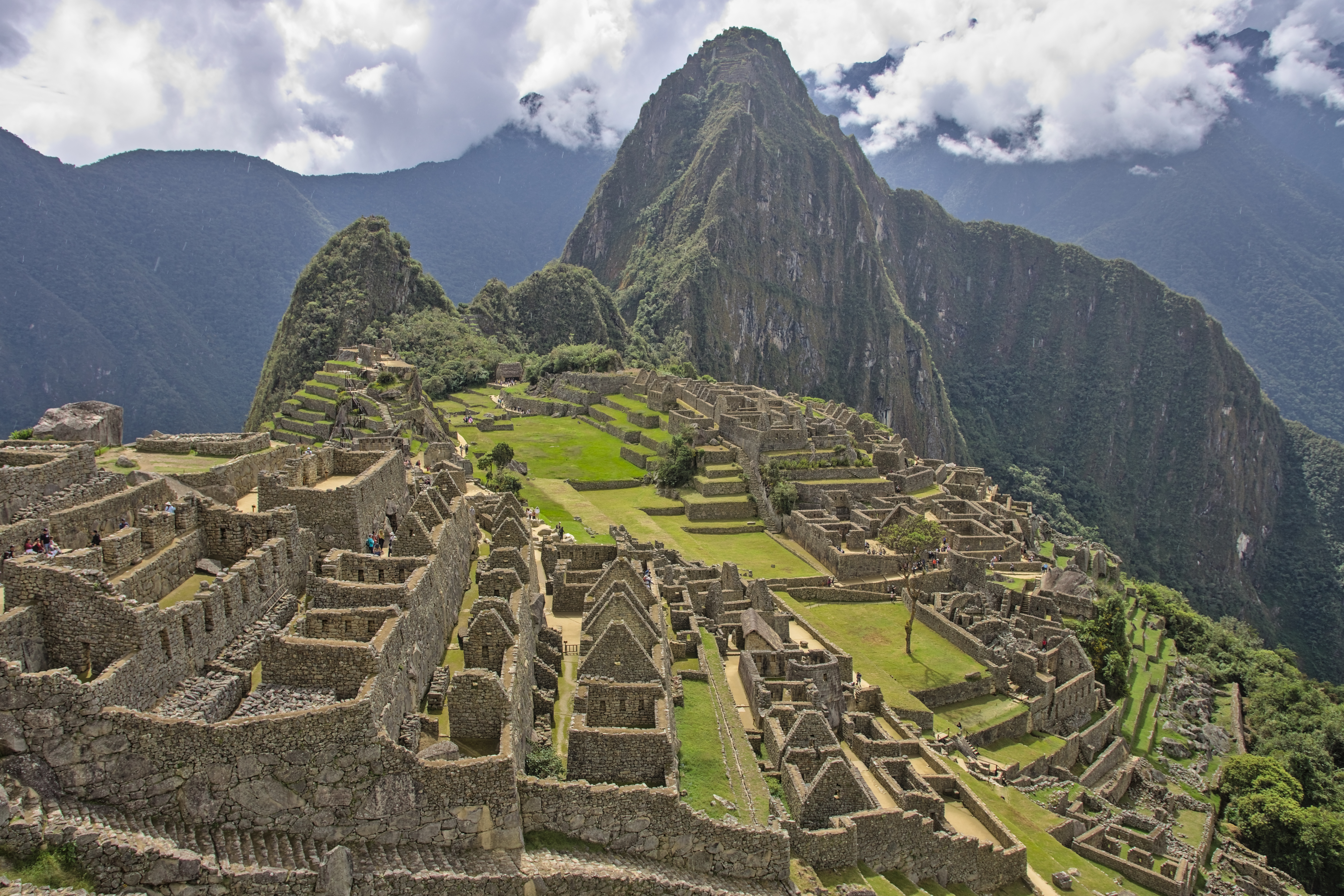
Detailnější pohled na ruiny města

Jako nepravděpodobný se jeví masakr populace Machu Picchu španělskou armádou, jelikož město se zachovalo do dnešních dní v dobrém stavu a neponičené. Současně se předpokládá, že ani okolo žijící kmeny v té době nedisponovaly dostatečnou silou a technikou, aby mohly strategicky umístěné město dobýt. Pravděpodobnější se jeví případná potyčka mezi samotnými Inky s následným vyvražděním poražených. Mezi Inky bývalo časté, že v případě porážky soupeře došlo k pozabíjení všech pozůstalých. V místě ruin se však nenašly žádné známky masového vyvraždění populace.
Druhá hojně rozšířená teorie předpokládá, že populace města vymřela jako následek některé z epidemií, které byly toho času v Jižní Americe četné. Během archeologických průzkumů prováděných Binghamem byla objevena kostra bohaté ženy jevící známky syfilidy. Pokud došlo k rozšíření mezi celou populaci, mohlo město pomalu a postupně vymřít. V případě zasažení morem či malárií, mohlo dojít k vymření města během několika týdnů. Nicméně v okolí města se nenašlo větší množství známek, které by svědčily o smrtící epidemii ve městě jako například stejné známky výskytu nemoci na více kostrách.
Třetí nejvíce přijímaná teorie předpokládá, že Inkové město dobrovolně opustili z nějakého důvodu. V okolí města se našlo pouze okolo 250 lidských ostatků, což za předpokladu populace do tisíce lidí obývající město, je velice nízký počet, jelikož kdyby město bylo obýváno po několik staletí, musel by počet ostatků jít do několika tisíců. Co by ale vedlo Inky k dobrovolnému odchodu je předmětem hypotéz. Mohlo se jednat o náboženský problém, znesvěcení svatého místa či neochoty obyvatelstva setrvávat ve městě například z nedostatku jídla či pomalého vymírání populace stářím.
Panují i názory, že město nebylo nikdy skutečně dostavěno a tedy používáno, o čemž mají svědčit některé nedostavěné budovy či velký kvádr uprostřed města, který zdánlivě nezapadá do koncepce města. Důvod, proč by případně Inkové město nedostavěli, by mohl být náboženského ražení. Inkové mohli nabýt dojmu, že si bohové nepřejí dostavění města a jeho obývání a tak zanechali stavby.

### Moderní nebezpečí

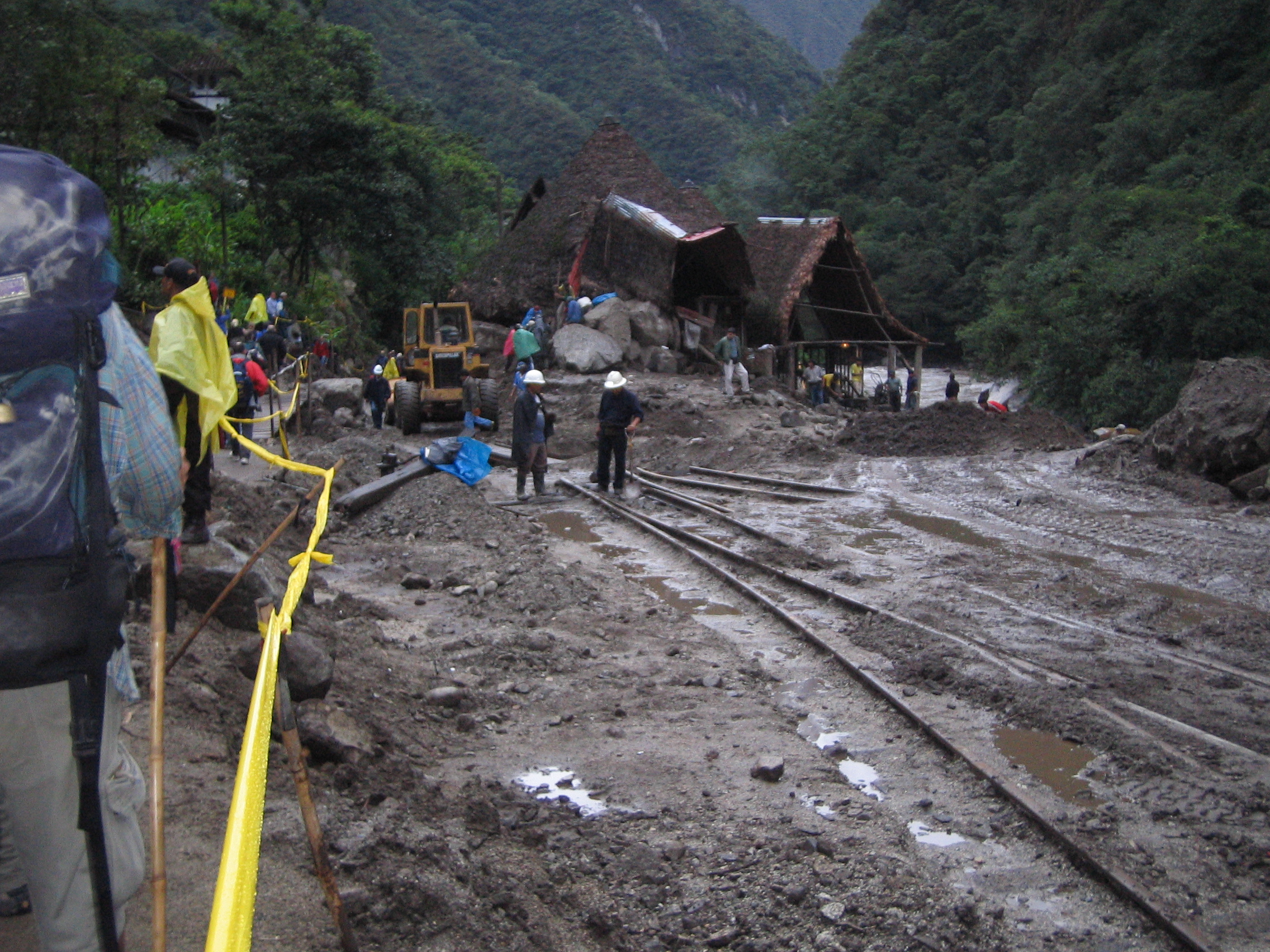
Sesuvy půdy jsou v oblasti převážně v období dešťů četné

V roce 2002 zveřejnila skupina japonských geologů zprávu, že se podloží pod Machu Picchu dalo do pohybu s reálnou hrozbou sesuvů, které by mohly vést až k samotnému zničení památky. Dle jejich práce by mohlo dojít k sérii sesuvů, jež by vedly k rozdělení města na dvě části a později k celkovému zániku památky. Geologové předpokládají, že by nejdříve mělo dojít ke zhroucení západního svahu, který je příkřejší a následně pak východního. V oblasti ruin se již nacházejí v severojižním směru drobné zlomy způsobené pohyby podloží.

## Turistika
Machu Picchu se stalo jednou z největších turistických atrakcí v Jižní Americe s narůstající tendencí návštěvnosti. Ještě v roce 2003 navštívilo oblast okolo 400 000 turistů, což odpovídá přibližně 1100 lidem denně. V sezóně 2006 až 2007 to již bylo přes 1 800 000 lidí, čímž se navýšila denní návštěvnost na přibližně 5000 lidí denně. Hiram Bingham je uznáván jako člověk, který sídlo objevil pro světovou veřejnost, ačkoli mu pomáhalo mnoho dalších. Cesta od řeky Urubamba k Machu Picchu se na jeho počest nazývá Hiram Bingham Highway. Jediné možné dopravní spojení na Machu Picchu vede (nejčastěji z Cuzca) po železnici do městečka Aguas Calientes, nacházejícím na úpatí hory Machu Picchu. Celé město je možné spatřit z rozhledny na vrcholku blízké hory Intipunku. Moderní vstup do města je skrze moderní budovu, kde staví autobusy, postavenou vedle zemědělského sektoru.

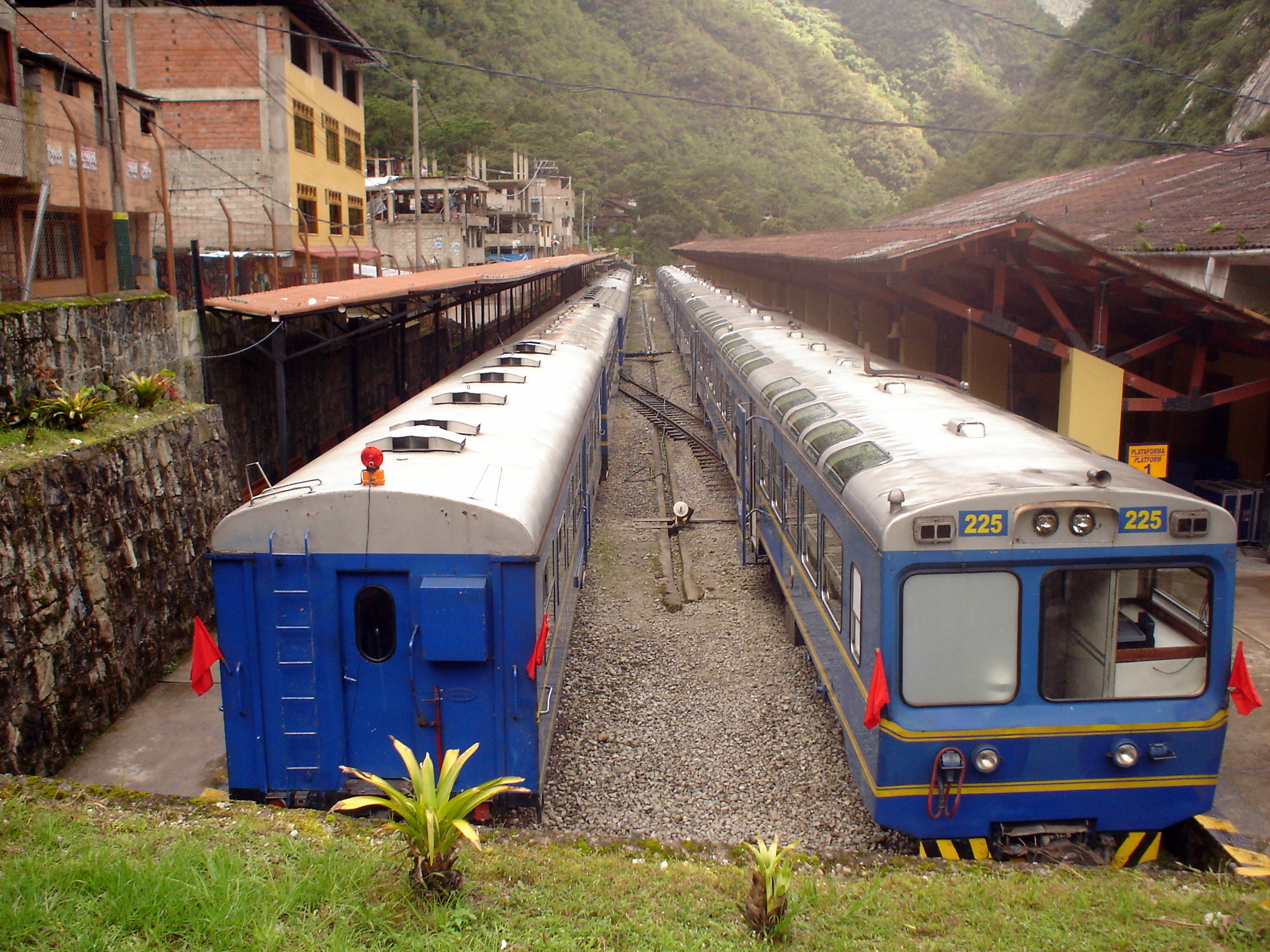
Moderní spojení přiváží do oblasti tisíce turistů denně

Machu Picchu je na seznamu Unesco již od roku 1983. V roce 1990 peruánská vláda udělila koncese umožňující výstavbu lanovky a luxusního hotelu, včetně turistického komplexu s butiky a restauracemi. Tyto plány se setkaly s protesty vědců, akademiků a peruánské veřejnosti.[zdroj?]
V roce 2010 došlo v oblasti k sesuvům půdy způsobeným dlouhodobými dešti, kvůli kterým v okolí Machu Picchu uvízlo kolem 1300 turistů, kteří byli evakuováni vrtulníky. Celkem bylo v oblasti evakuováno 3900 turistů. K poškození památek na Machu Picchu nedošlo.

### Doprava
Do oblasti Machu Picchu se dá dostat pomocí vlakového spojení, zastávka Puente Ruinas ležící ve výšce 2000 metrů nad mořem. Z této zastávky je autobusové spojení do města Aguas Calientes trvající okolo 3,5 hodiny. Z města pak autobusy pokračují až k Machu Picchu, které leží 8 km dále do svahu. Tuto vzdálenost překoná autobus za přibližně dalších 25 minut. Druhou variantou je pěší pochod přes starou inckou cestu, která zabere několik dní. Její použití je možné jen se zkušeným průvodcem.

## Spor onavrácení památek

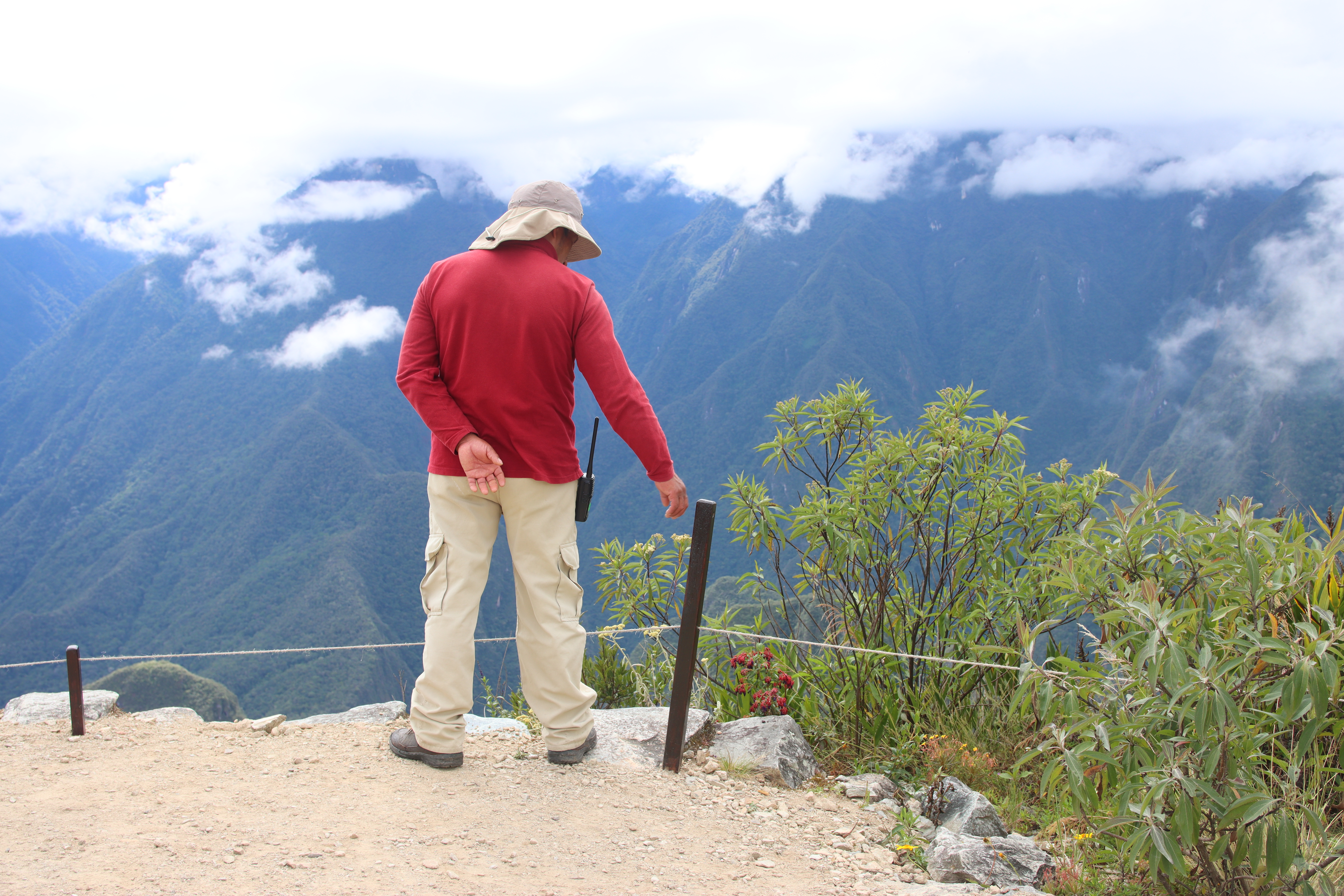
Jeden z desítek hlídačů střežící areál města

Peru se dlouho snažilo o vrácení přibližně 40 000 artefaktů, včetně mumií, keramiky a kostí, které Bingham odvezl z Machu Picchu během první expedice. 14. září 2007 byla uzavřena dohoda mezi Yaleovou univerzitou a peruánskou vládou o návratu těchto předmětů. 12. dubna 2008 však peruánská vláda uvedla, že revidovala své předchozí odhady z 4000 na 40 000 kusů předmětů, což ale univerzita odmítla.

9. listopadu 2008 uvedl deník El Peruano, že ministr spravedlnosti hodlá pověřit prokuraturu, aby zahájila s Yaleovu univerzitou řízení ohledně navrácení tisíců artefaktů z pevnosti Machu Picchu. Obě strany se sice v roce 2008 dohodly, že univerzita artefakty vrátí, ale jednání ztroskotala na počtu předmětů, jejichž vydání peruánská vláda žádá.